# Journal of Industrial Engineering and Management
Journal of Industrial Engineering and Management (JIEM) es una revista científica de acceso abierto que publica artículos siguiendo un proceso de revisión por pares, que contribuyan al avance en la comprensión de los fenómenos relacionados con todos los aspectos de la ingeniería industrial y gestión.
JIEM nació el 6 de junio de 2008 como una iniciativa de Vicenc Fernandez, Pep Simo, Jose M. Sallan y Mihaela Enache, editores de la revista y profesores de la Universitat Politècnica de Catalunya (España). 
El objetivo de la revista es publicar artículos teóricos y empíricos que permitan contrastar y ampliar las teorías existentes, y construir nuevas teorías que contribuyan al avance en la comprensión de los fenómenos relacionados con todos los aspectos de la ingeniería industrial y gestión en las organizaciones. JIEM incluye contribuciones, aunque no solamente, en los siguientes campos: 
- Economía Industrial y Desarrollo Regional
- Gestión, Comportamiento Organizacional y Recursos Humanos
- Finanzas, Contabilidad y Marketing
- Sistemas de Información, Tecnología y Comunicación
- Producción, Logística, Calidad, e Investigación Operativa
- Educación, Formación y Competencias Profesionales

Las contribuciones adoptan aproximaciones metodológicas confirmatorias (cuantitativas) o explicativas (principalmente cualitativas). Ensayos teóricos que permitan la construcción o ampliación de aproximaciones teóricas también son aceptadas. JIEM selecciona los artículos a publicar a través de un sistema de revisión por pares, siguiendo las prácticas de las revistas científicas de calidad. 
JIEM es publicada exclusivamente en la red de forma semestral, y siguiendo una política de acceso abierto para fomenta los avances sobre el conocimiento científico y ponerlo a la disposición de todo el mundo. Las publicaciones en línea permiten reducir los costes de publicación, y agilizan el proceso de revisión y de edición.